# Luise von Finckh
Luise von Finckh, född 22 mars 1994 i Berlin, är en tysk skådespelare.
von Finckh har bland annat medverkat i TV-serierna Sovande hundar och Vienna Blood.

## Filmografi (i urval)
- 2019–2024 – Vienna Blood (TV-serie)
- 2023 – Sovande hundar (TV-serie)